# InterLAZ-13,5LE
ИнтерЛАЗ 13.5 ЛЕ или ЛАЗ-A191 — украинский 13-метровый пригородный автобус, производившийся небольшими партиями на Львовском автобусном заводе с 2007 по 2013 года.
Автобус имеет некоторые отличия от производившегося ЛАЗ-А183, хотя изготовлен из тех же комплектующих и похож на своего городского собрата дизайном.
Длина автобуса превышает 13 метров, кузов вагонной компоновки.
Формула дверей — 2-2-0. Отсутствует задняя дверь, средняя смещена на секцию ближе к задней оси. Размеры автобуса: длина 13,18 метров, ширина 2,56 метра и высота 3,06 метра. Сзади расположен подиум, под которым располагается двигатель.

Ввиду своего назначения, салон автобуса выполнен с компоновкой сидений 2+2.

Данное транспортное средство серийно выпускалось с двигателем Yuchai YC4G (Модификация A191F0) с 2009 по 2013 год мелкими партиями. Экземпляр с заводским номером 1 выпущен в 2007 году с двигателем Deutz (Модификация A191D0), но перед отправкой в Киев (2008) был установлен Yuchai YC4G, а машина получила новую заводскую табличку.